# بورغيتو
بورغيتو (بالإيطالية: Borgetto)‏ هي بلدية في مقاطعة باليرمو في صقلية الإيطالية.

## السكان
في سنة 1861 بلغ عدد السكان 6٬011 نسمة، وتطور العدد ليصل في سنة 2011 لـ 7٬021 نسمة.
يظهر هذا المخطط البياني تطور النمو السكاني لـ بورغيتو